# 주어 (스위스)
주어(독일어: Suhr)는 스위스 아르가우주에 위치한 도시로 면적은 10.61km2, 높이는 397m, 인구는 9,990명(2016년 12월 기준), 인구 밀도는 940명/km2이다.

## 지리
주어의 면적은 2006년 기준으로 10.6k㎡이다. 이 면적 중 29.9%는 농업용으로 사용되며, 44.4%는 산림이다. 나머지 토지 중 25.2%는 정착지(건물 또는 도로)이고 나머지(0.5%)는 비생산적(강 또는 호수)이다.

## 인구통계
2020년 12월 31일 기준, 주어의 인구는 10,724명이다. 2008년 기준으로 전체 인구의 30.5%가 외국인이다. 지난 10년 동안 인구는 19.2%의 비율로 증가했다. 2000년 기준, 인구 대부분인 84.2%가 독일어를 사용하며, 이탈리아어가 4.3%로 두 번째로 많이 사용하고, 세르보-크로아티아어가 2.6%로 세 번째이다.
2008년 현재 주어의 연령 분포는 다음과 같다. 1,057명(인구의 11.1%)이 0~9세, 1,099명(11.5%)이 10~19세이다. 성인 인구 중 1,331명(인구의 13.9%)이 20~29세이다. 1,422명(14.9%)은 30~39세, 1,536명(16.1%)은 40~49세, 1,252명(13.1%)은 50~59세이다. 고령자 분포는 847명(인구의 8.9%)이 60세 이상이다. 69세는 70~79세가 6.3%, 80~89세가 353명(3.7%), 90세 이상이 57명(0.6%)이다.
2000년 기준으로 1~2인 가구가 491가구, 3~4인 가구가 1,971가구, 5인 이상 가구가 1,077가구이다. 가구당 평균 인구는 2.23명이었다. 2008년에는 총 4,353가구 및 아파트 중 1,169가구(전체의 26.9%)가 있었다.
2007년 연방 선거에서 가장 인기 있는 정당은 31.2%의 득표율을 기록한 SVP였다. 다음으로 가장 인기 있는 세 정당은 SP (22.1%), FDP (12.5%), CVP(9%)였다.
주어에서는 인구의 약 67.8%(25-64세)가 필수가 아닌 고등교육 또는 추가 고등교육(대학 또는 응용학문대학)을 완료했다.  학령인구(2008/2009학년도 기준) 중 초등학교에 다니는 학생이 752명, 중학교에 다니는 학생이 269명, 시정촌에 214명의 고등교육 또는 대학에 다니는 학생이 있다.
역사적 인구는 다음 표에 나와 있다.
| 연도 | 인구  | ±%    |
| ---- | ----- | ----- |
| 1975 | 7,433 | —     |
| 1980 | 7,096 | −4.5% |
| 1990 | 7,751 | +9.2% |
| 2000 | 8,259 | +6.6% |

### 종교
2000년 인구 조사에 따르면 2,449명(29.0%)이 로마 가톨릭 신자이고, 3,774명(44.7%)이 스위스 개혁 교회에 속해 있다. 나머지 인구 중 크리스찬 가톨릭 교회 신자는 16명(전체 인구의 약 0.19%)이다.

## 교통

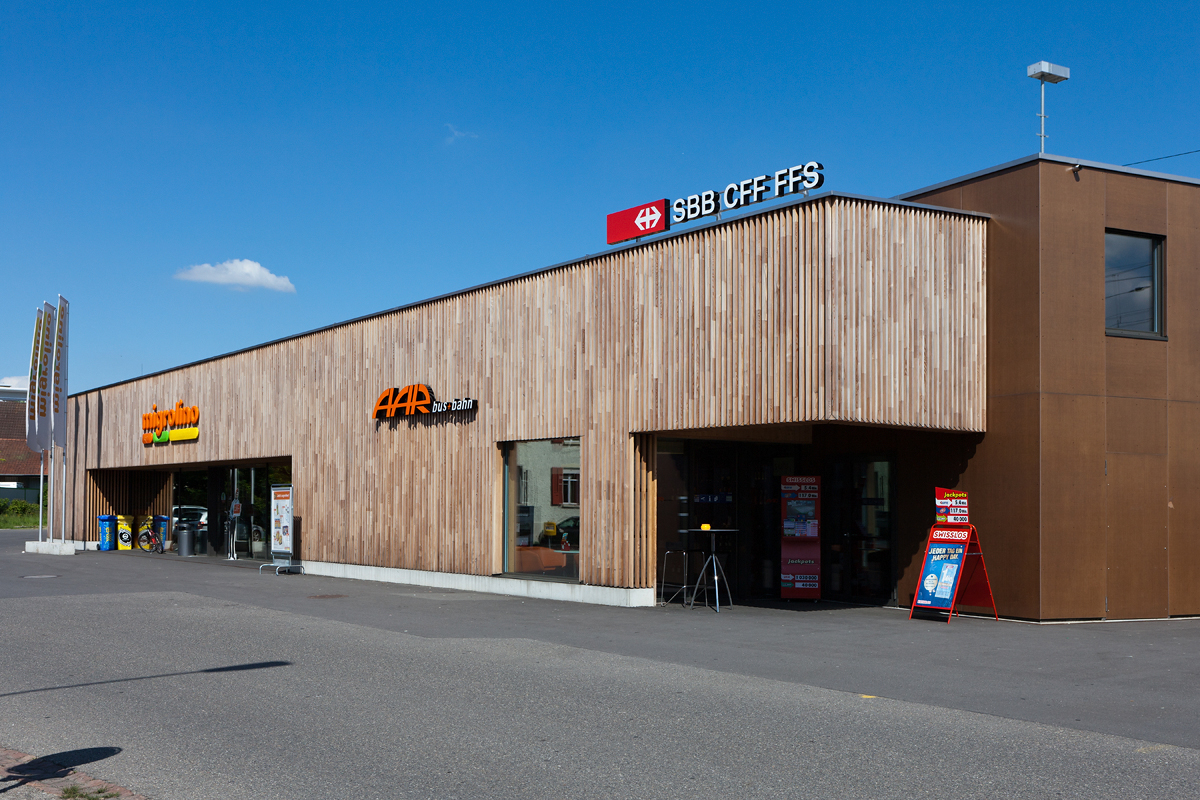
주어역 (SBB, AAR의 기차역)

A1 고속도로는 장크트 마르그레텐-제네바 고속도로 바로 옆에 있다. 동아라우와 서아라우 교차로 사이 중간에 있다. 베른에서 취리히까지의 주요 도로 1과 아라우에서 주르제까지의 주요 도로 23이 교차하는 곳이다. 마을은 대중 교통으로 쉽게 접근할 수 있다.  초핑엔–렌츠부르크선의 기차는 SBB 기차역에서 정차한다. SBB 철도 노선 아라우-주어는 2004년 12월에 운영이 중단되었다. 협궤  비넨탈반은 아라우에서 주어를 거쳐 멘치켄까지 이어진다. 아라우 버스교통은 주어와 아라우역을 연결하는 2개의 시내 버스 노선을 운영하고 있다. 주말에는 아라우에서 비넨탈을 거쳐 멘치켄까지 야간 버스가 운행된다.

## 국가중요문화재
성신의 가톨릭 교구 교회는 국가적으로 중요한 스위스 문화유산으로 등록되어 있다.

## 볼거리

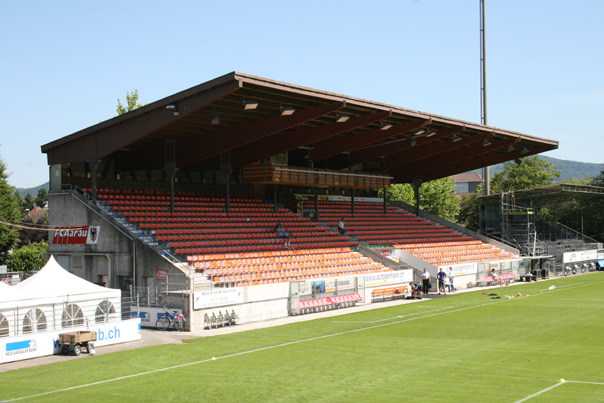
브루클리펠트 경기장

주어에는 다목적 경기장인 브루클리펠트 경기장이 있다. 현재 주로 축구 경기에 사용되며, FC 아라우의 홈 경기장이다. 현재 정원은 9,249석이며, 1924년 10월 12일에 처음 사용되었다.

## 경제
2007년 기준 주어의 실업률은 2.98%였다. 2005년 기준으로 1차 경제 부문에 65명이 고용되어 있으며, 이 부문에 약 18개 기업이 관여하고 있다. 1,002명이 2차 부문에 고용되어 있고, 이 부문에 57개의 기업이 있다. 3,102명이 3차 부문에 고용되어 있으며, 이 부문에는 224개의 기업이 있다.
2000년 기준으로 지자체에 거주하는 근로자는 총 4,418명이다. 이 중 3,434명(77.7%)이 주어에서 일했고 2,589명이 출퇴근했다. 지자체에는 총 3,573개의 일자리(주당 최소 6시간)가 있었다.

## 교육
원래 주어에 SIS 스위스 국제학교의 위치가 있었지만, 2016년 여름에 폐쇄되었다.